# Bakije
Bakije su naseljeno mjesto u općini Goražde, Federacija Bosne i Hercegovine, Bosna i Hercegovina.

## Stanovništvo
|             | 2013.        | 1991.         | 1981.         | 1971.         |
| Osoba       | 112 (100,0%) | 160 (100,0%)  | 190 (100,0%)  | 168 (100,0%)  |
| Bošnjaci    | 112 (100,0%) | 160 (100,0%)1 | 188 (98,95%)1 | 167 (99,40%)1 |
| Hrvati      | –            | –             | 1 (0,526%)    | –             |
| Jugoslaveni | –            | –             | 1 (0,526%)    | –             |
| Ostali      | –            | –             | –             | 1 (0,595%)    |

1. 1 Modalitet Muslimani danas se označava kao modalitet Bošnjaci.

## Vanjske poveznice
- Službene mrežne stranice općine Goražde